# Télécommunications au Togo
Les télécommunications au Togo comprennent la radio, la télévision, les téléphones fixes et mobiles, et Internet.

## Radio et télévision
Stations de radio:
Réseau de radio d'État avec plusieurs stations; plusieurs douzaines de stations privées et quelques stations de radio communautaires; des émissions de plusieurs stations internationales sont disponibles (2007).
Chaînes de télévision:
deux stations de télévision appartenant à l'État avec plusieurs sites de diffusion; 5 stations privées de télévision diffusées localement; le service de télévision par câble est disponible (2007).
Au Togo, les médias privés se sont multipliés, avec des dizaines de radios commerciales et communautaires et une poignée de stations privées de télévision en service. La radio est le moyen le plus populaire, en particulier dans les zones rurales. La principale station de télévision est la Télévision Togolaise, détenue par le gouvernement.
Les services de radio du Service mondial de la BBC, Afrique du Gabon No. 1, et Radio France Internationale (RFI) sont tous disponibles.

## Téléphone
Numéro d'appel(Liste des indicatifs téléphoniques des pays (en)): +228.
Indicatif d'appel international: 00.
Lignes principales:
- 225.000 lignes en usage, 127 dans le monde (2012)[7]
- 213.800 lignes en usage, 126 dans le monde (2010)[8].

Téléphone mobile:
- 3,5 millions de lignes, année 2011 (2012)
- 2,5 millions de lignes, 129 dans le monde (2010)

Système téléphonique: système équitable basé sur le réseau de lignes de transmission radio à micro-ondes complétées par des lignes de fil ouvert et système cellulaire; combinaison de télédensité de ligne et de téléphone cellulaire, environ 50 téléphones pour 100 personnes ayant une utilisation de cellule prédominante (2010)
Stations terrestres par satellite: 1 Intelsat (océan Atlantique) et 1 Symphonie (satellite) (2010)
Câbles de communication: West Africa Cable System (WACS), un câble sous-marin reliant des pays le long de la côte ouest de l'Afrique entre eux et avec le Portugal et le Royaume-Uni; GLO-1 (en) reliant des pays le long de la côte ouest de l'Afrique entre eux et avec le Portugal, l'Espagne et le Royaume-Uni.

## Internet
Domaine de niveau supérieur: .tg
Utilisateurs d’Internet:
- 278.442 utilisateurs, 144 dans le monde; 4,0% de la population, 191st dans le monde (2012)
- 356,300 utilisateurs, 123rd dans le monde (2009)

Large bande fixe(Liste des États souverains par nombre d'abonnements à Internet haut débit (en)): 5 560 abonnements, 158 dans le monde; 0,1% de la population, 170 dans le monde (2012)
Haut débit sans fil (Liste des États souverains par nombre d'abonnements à Internet haut débit (en)): 47 892 abonnés, 125 dans le monde ; 0,7% de la population, 135 dans le monde (2012)
Hébergeurs Internet:
- 1 168 hôtes, 170 dans le monde (2012)
- 1 165 hôtes, commandant mondial (2011)

IPv4(Liste des pays par attribution d'adresses IPv4 (en)): 13 312 adresses attribuées, moins de 0,05% du total mondial, 1,9 adresses par 1000 personnes (2012).

### Censure et surveillance d'Internet
Il n'y a pas de restrictions gouvernementales connues quant à l'accès à Internet ni d'informations selon lesquelles le gouvernement surveille le courrier électronique ou les salles de chat Internet sans contrôle judiciaire. Bien que la Constitution prévoit la liberté d'expression et la liberté de la presse, le Gouvernement restreint ces droits
La Constitution et la loi interdisent les interférences arbitraires avec la vie privée, la famille, la maison ou la correspondance, et le gouvernement respecte généralement ces interdictions. En matière pénale, un juge ou un haut fonctionnaire de la police peut autoriser la recherche de résidences privées. Les citoyens pensent que le gouvernement contrôle les téléphones et la correspondance, même si cette surveillance n'a pas été confirmée.